# Maurice Chevalier
Maurice Chevalier (født 12. september 1888 i Paris, død 1. januar 1972 i Paris) var en fransk skuespiller. Nogle af Chevaliers mest kendte sange er Louise, Mimi og Valentine. Hans varemærke var stråhatten han altid brugte, når han stod på scenen.
Chevaliers far var maler. Som 13-årig begyndte Chevalier i 1901 for alvor inden for showbusiness. Han sang gratis på en café da en mand fra teaterindustrien opdagede ham og foreslog, at han skulle prøve at få en rolle i en musicalopsætning. Chevalier fik rollen.
I 1909 dannede han par med den største kvindelige sanger i Frankrig, Fréhel. Men på grund af hendes alkohol- og narkotikaproblemer varede forholdet kun til 1911. Chevalier indledte så et forhold med den 23-årige Mistinguett ved Folies Bergère. Han har fået en stjerne på Hollywood Walk of Fame.
Han var god ven med Osvald Helmuth.

## Filmografi (udvalg)
- 1929 – The Love Parade
- 1958 – Gigi